# Koeneniodes malagasorum
Koeneniodes malagasorum är en spindeldjursart som beskrevs av Jules Rémy 1960. Koeneniodes malagasorum ingår i släktet Koeneniodes och familjen Eukoeneniidae. Inga underarter finns listade i Catalogue of Life.